# Agência Federal de Gestão de Emergências
A Agência Federal de Gestão de Emergências (Federal Emergency Management Agency, abreviada como FEMA) é uma agência do governo dos Estados Unidos da América, subordinada ao Departamento de Segurança Interna, tendo sido criada por uma Ordem Executiva em 1 de abril de 1979.
O objetivo principal da FEMA é coordenar as respostas a desastres que ocorram nos Estados Unidos e que superem os recursos das autoridades locais e do estado. O governador do estado no qual o desastre acontecer deve declarar estado de emergência e solicitar formalmente ao Presidente que a FEMA e o governo federal respondam ao desastre. A FEMA também fornece estes serviços para os territórios de domínio dos Estados Unidos, como Porto Rico. A única exceção é quando uma emergência e/ou desastre ocorra em propriedade federal, por exemplo, o atentado em Oklahoma City, Oklahoma, em 1995, ou o desastre com o ônibus espacial Columbia em 2003.
Ao mesmo tempo que o apoio em terra e os esforços na recuperação de desastres seja a maior parte da missão da FEMA, a agência fornece aos governos locais e estaduais experts em várias especialidades e além de fundos para a reconstrução e recuperação da infraestrutura, junto com a Small Business Administration. A FEMA também apoia indivíduos e empresas com empréstimos a juros baixos. Além disso, a FEMA também providencia treinamentos em equipes de emergência nos Estados Unidos e seus territórios como parte de seus esforços na preparação para eventuais desastres que possam vir a acontecer.

## História
A administração de emergência federal dos Estados Unidos tem existido de uma ou outra forma por cerca de 200 anos. A história da FEMA pode ser resumida conforme segue.

### Antes dos 1930
Uma série de incêndios devastadores atingiu a cidade portuária de Portsmouth, New Hampshire, no início do século XIX. O 7º Congresso dos Estados Unidos aprovou várias medidas no Ato Legislativo de 1803 que deram alguma ajuda aos comerciantes de Portsmouth pela renúncia de alguns impostos e tarifas de bens importados. Este é considerado o primeiro ato legislativo aprovado pelo governo federal que proporcionou ajuda após algum desastre.
Entre 1803 e 1930, várias legislações ad hoc foram aprovadas para fornecer ajuda ou compensação após um desastre. Os exemplos incluem o perdão de taxas e impostos aos comerciantes da Cidade de Nova Iorque após o grande incêndio de Nova Iorque (1835). Após o assassinato de Abraham Lincoln no Teatro John T. Ford, o 54º Congresso aprovou leis compensando aqueles que foram feridos no teatro.

### Abordagem Fragmentada (1930-1960)
Após o início da Grande Depressão em 1929, o presidente Herbert Hoover comissionou a Reconstruction Finance Corporation (RFC) em 1932. O objetivo da RFC era emprestar dinheiro a bancos e instituições para estimular a atividade econômica. A RFC também era responsável por liberar fundos econômicos na resposta à desastres. A RFC pode ser considerada a primeira agência federal de resposta a desastres organizada.
O Federal Highway Administration em 1934 recebeu autoridade para financiar a reconstrução de superestradas e rodovias após desastres. O Flood Control Act de 1944 também deu ao Corpo de Engenharia do Exército dos Estados Unidos autoridade sobre controle de projetos de enchente controlada e irrigação, tendo assim papel importante em recuperações após enchentes.
Esta "abordagem fragmentada" à recuperação de desastre tinha problemas pela pouca cooperação entre as agências e a burocracia.